# كيني بيري
كيني بيري (بالإنجليزية: Kenny Perry)‏ هو لاعب غولف أمريكي، ولد في 10 أغسطس 1960 في إليزابيثتاون في الولايات المتحدة.

## وصلات خارجية
- كيني بيري على موقع رابطة لاعبي الغولف المحترفين (الإنجليزية)
- كيني بيري على موقع التصنيف العالمي الرسمي للغولف (الإنجليزية)